# 武乡真如寺
武乡真如寺，位于山西省长治市武乡县韩北乡土河村，创建于宋以前，现存正殿、南殿。

## 建筑
正殿为元代遗物，面阔五间，进深五椽，悬山顶；南殿建于明清，面阔三间，进深六椽，歇山顶。

## 保护
1980年8月1日，武乡真如寺公布为山西省文物保护单位。2013年3月5日，武乡真如寺公布为第七批全国重点文物保护单位。